# Nógrád vármegyei labdarúgó-bajnokság (első osztály)
A Nógrád vármegyei első osztály a megyében zajló bajnokságok legmagasabb osztálya, országos szinten negyedosztálynak felel meg. A bajnokságot a megyei szövetség írja ki. A bajnok az NB III-ban folytathatja, míg az utolsó két  csapat kiesik a Vármegye II-be.

## A közelmúlt bajnokai
| Szezon    | Bajnok                                      | Ifjúsági                                       | Gólkirály    |
| --------- | ------------------------------------------- | ---------------------------------------------- | ------------ |
| 2018/2019 | Balassagyarmati VSE                         | Héhalom SE                                     | Török Máté   |
| 2017/2018 | Salgótarjáni BTC                            | Mátranováki VSC                                | Fárbri Tamás |
| 2016/2017 | Balassagyarmati VSE                         | Rimóc SE                                       | Varga Gyula  |
| 2015/2016 | Cered VSE                                   | Rimóc SE                                       | Pál Gergő    |
| 2014/2015 | Somos SE                                    | Szécsény VSE                                   | Varga Gyula  |
| 2013/2014 | Salgótarjáni BTC                            | Szécsény VSE                                   |              |
| 2012/2013 | Berkenye SE                                 | Pásztó SK                                      | Fábri Tamás  |
| 2011/2012 | Nagybátonyi SC                              |                                                |              |
| 2010/2011 | Szécsény VSE                                |                                                |              |
| 2009/2010 | Salgótarjáni BTC                            |                                                |              |
| 2008/2009 | Szécsény VSE                                | Salgótarjáni BTC                               | Varga Gyula  |
| 2007/2008 | Nagybátonyi SC (kelet) Berkenye SE (nyugat) | Salgótarjáni BTC (kelet) Kisbágyon SE (nyugat) |              |
| 2006/2007 | Somosi SE                                   | Nagybátonyi SC (kelet) Héhalom-PULC (nyugat)   |              |

## Csapatok 2023/2024
2023/2024-ben az alábbi csapatok szerepelnek a bajnokságban.
| Csapat                           | Település      |
| -------------------------------- | -------------- |
| Bánk-Dalnoki LA                  | Bánk           |
| Bátonyterenyei TC                | Bátonyterenye  |
| Berkenye SE                      | Berkenye       |
| Diósjenői SE                     | Diósjenő       |
| Epítők KC                        | Somoskőújfalu  |
| Érsekvadkerti SE                 | Érsekvadkert   |
| Héhalom SE                       | Héhalom        |
| Palotási SE                      | Palotás        |
| Pásztó SK                        | Pásztó         |
| Silver Tüzép Karancslapujtői KSE | Karancslapujtő |
| Szécsény VSE                     | Szécsény       |
| Szendehely FC                    | Szendehely     |
| Unicum FC Mohora                 | Mohora         |